# バーゼル室内管弦楽団
バーゼル室内管弦楽団（バーゼルしつないかんげんがくだん）と日本語で呼ばれる団体は2つ存在する。両者は直接には関連がない。
1. Basler kammerorchester - 1926年にパウル・ザッハーにより設立された室内オーケストラ。1987年に解散した。
2. Kammerorchester Basel - 1984年に設立された室内オーケストラ。以下で説明。

バーゼル室内管弦楽団（kammerorchesterbasel, Kammerorchester Basel）は、スイス・バーゼルに本拠を置く室内オーケストラである。
1984年にスイスの音楽大学の卒業生らを中心に設立された。パウル・ザッハーが1926年に設立した旧バーゼル室内管弦楽団とは直接関係ないが、その精神を受け継ぎ、現代音楽を織り交ぜたプログラムを実施している。1999年からクリストファー・ホグウッド、2015年からジョヴァンニ・アントニーニが首席客演指揮者を務める。
レコーディングは、アルテ・ノヴァ・レーベルにホグウッド指揮でストラヴィンスキー、オネゲル、マルティヌーなどパウル・ザッハーゆかりの作品によるアルバムがある。